# Fuyumi Ono
Pour les articles homonymes, voir Ono.
Fuyumi Ono (小野 不由美, Ono Fuyumi), née en 1960, est une écrivaine japonaise connue notamment pour être l'auteur de la série Les 12 royaumes (十二国記, Jūni Kokuki), à partir de laquelle un anime a été créé. Après son mariage, son nom a changé pour Fuyumi Uchida (内田不由美, Uchida Fuyumi), mais son nom de plume demeure son nom d'origine.

## Biographie
Ono est née à Nakatsu (Ōita, Kyūshū) en 1960. Elle est diplômée de l'université Ōtani à Kyoto, en études bouddhistes. En 1988, Kōdansha devient son employeur. Sa première publication est Sleepless on Birthday Eve (バースデイ・イブは眠れない, baasudei ibu ha nemurenai).
Elle est mariée à Naoyuki Uchida (内田直行, Uchida Naoyuki), un auteur de romans policiers qui écrit sous le pseudonyme de Yukito Ayatsuji (綾辻行人, Ayatsuji Yukito).
Selon une entrevue accordée à Anime News Network, elle est « couramment occupée à la réécriture d'une série shōjo d'horreur qu'elle avait écrite il y a longtemps ».

## Travaux

### Romans
- Can't Sleep on Birthday Eve (バースデー・イブは眠れない) 1988 Kodansha
- Mephisto and Waltz! (メフィストとワルツ!) 1988 Kodansha  (ISBN 978-4061902497), continuation de Busy Day, Sleepless Night
- Evil Spirits Aren't Scary (悪霊なんかこわくない) 1989 Kodansha  (ISBN 978-4061902572)
- Evil Spirit Series (悪霊シリーズ - Akuryō series) Kodansha
  - There are lots of Evil Spirits?! (悪霊がいっぱい!?) 1989  (ISBN 978-4061903111)
  - There are really lots of Evil Spirits! (悪霊がホントにいっぱい!) 1989  (ISBN 978-4061903654)
  - Too many Evil Spirits to sleep (悪霊がいっぱいで眠れない) 1990  (ISBN 978-4061904170)
  - A lonely Evil Spirit (悪霊はひとりぼっち) 1990  (ISBN 978-4061904859)
  - I Don't Want to Become an Evil Spirit! (悪霊になりたくない!) 1991  (ISBN 978-4061905948)
  - Don't Call me an Evil Spirit (悪霊と呼ばないで) 1991
  - I don't mind Evil Spirits (悪霊だってヘイキ!) 1992  (ISBN 978-4061986961)
- Charmed 17 year old (呪われた17歳) 1990 朝日ソノラマ
  - 17 Springs Passed (過ぎる十七の春 Sugiru Jūshichi no Haru)1995 Kodansha  (ISBN 978-4062552011), une adaptation de Charmed 17 year old
- Green Home Spirits (グリーンホームの亡霊たち) 1990年朝日ソノラマ刊
  - Home, Green Home (緑の我が家 Home、Green Home) 1997 Kodansha  (ISBN 978-4062552943)、une adaptation de Green Home Spirits
- Demon's Child (魔性の子　Mashō no Ko) 1991 Kodansha  (ISBN 4-10-124021-3), peut être rapproché de la série des 12 royaumes
- Série Les 12 royaumes (十二国記) par Kodansha sauf si noté autrement
  - Shadow of the Moon, Sea of the Shadow (月の影 影の海) 1992  (ISBN 4-06-255071-7) US Publication: 3/2007 Tokyo Pop  (ISBN 1598169467)
  - Sea of the Wind, Shore of the Labyrinth (風の海 迷宮の岸) 1993  (ISBN 4-06-255114-4)
  - Sea God of the East, Vast Sea of the West (東の海神 西の滄海) 1994  (ISBN 4-06-255168-3)
  - A Thousand Miles of Wind, the Sky of Dawn (風の万里 黎明の空) 1994  (ISBN 4-06-255175-6)
  - Aspired Wings (図南の翼) 1996  (ISBN 4-06-255229-9)
  - Drifting Ship (漂舶) 1997 (nouvelle)
  - Shore at Dusk, Sky at Dawn (黄昏の岸 暁の天) 2001  (ISBN 4-06-255546-8)
  - Kashou's Dream (華胥の幽夢) 2001  (ISBN 4-06-255573-5)
    - Prosperity in Winter (冬栄) originellement publié en avril 2001 IN☆POCKET
    - Kashou (華胥) originellement publié en mai 2001 Mephisto
    - Jougatsu (乗月)
    - Correspondence (書簡)
    - Kizan (帰山)
- London, 1888 (倫敦、1888) 10/1993 Logout
- Strange Tōkei Tales (東亰異聞 - Tōkei Ibun) (candidat pour le Japan Fantasy Novel Award de 1993) 1994 Kodansha  (ISBN 978-4101240220)
- Série Ghost Hunt (ゴースト・ハントシリーズ), une continuation de la série Evil Spirit dans un cadre différent
  - Nightmare Dwelling (悪夢の棲む家) 1994 Kodansha  (ISBN 978-4062551564)
- Corpse Demon (屍鬼 Shiki) 1998 Kodansha  (ISBN 978-4103970026)
- Island of the Black Shrine (黒祠の島) 2001 Kodansha  (ISBN 978-4396331641)
- Kura no Kami (くらのかみ) 2003 Kodansha  (ISBN 978-4062705646)
- Ghost Stories Storybook (鬼談草紙) depuis juin 2000 dans le magazine Yuu